# Barrio La Sang (Alcoy)

## La Sang (Alcoy)
Barrio del centro de la ciudad de Alcoy, en Alicante (España). El Barrio La Sang fue un barrio obrero (junto a las Fábricas Ferrándiz y Carbonell actualmente edificios de la Escuela Politécnica Superior de Alcoy) que en 1877 llegó a registrar una densidad de 1000 hab/ha. 

### Proyecto de remodelación
En 1980 el barrio se encontraba en estado de ruina material y social tras largos años de abandono de la propiedad. Durante los años (1984-1994) el plan ARA en Alcoy establecía cuatro proyectos de actuación para renovar el casco urbano: sobre las murallas (Álvaro Siza), de cabecera del puente principal de acceso (Francesco Venezia), de nueva vivienda cualificada (Miller y Colqhun), y por último éste, de nueva vivienda económica sobre el viejo barrio de La Sang. 
El barrio fue remodelado gracias a un proyecto dirigido por los arquitectos Manuel de Solà-Morales y Vicens Vidal en los años 1988-1992 y que se ejecutó de 1991-2001. Se trata de una modernización, reconstrucción y nueva definición de un barrio histórico. 

Este proyecto se desarrolló en dos fases (construcción de viviendas y parque central, y sustitución de casas del perímetro); el resultado fue la renovación del viejo barrio abriendo una conexión directa y moderna (mediante una rampa), reinterpretando los viejos callejones como corredores de acceso (para coches y personas) a las viviendas.

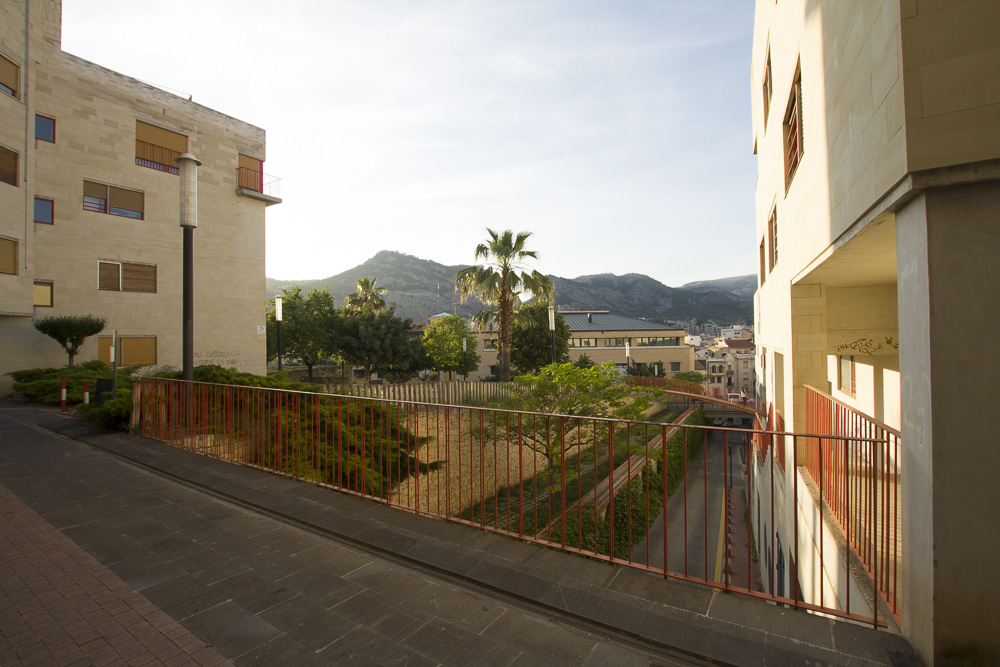
Vista desde la calle Cova Santa del Barrio de La Sang de Alcoy

El proyecto destaca por su mezcla de elementos (infraestructura, obra pública, rampas y accesos rodados). Se caracteriza por su estética minimalista y su distribución de callejones y otros espacios intermedios. Diversas actuaciones del GLC en Camden Town, Pimlico, etc. tuvieron este planteamiento. También algunos proyectos en Manhattan, de mucho mayor tamaño.
Lo más característico del proyecto puede ser la separación del tráfico en diferentes niveles entrecruzados, la manipulación de las fuertes pendientes (14-19%), y la diversificación de las viviendas. Estas se diseñaron a partir de un esquema básico (casas de quart i mig, en hélice). Las fachadas tienen un diseño singular (ventana única), buscando la intimidad (de 4 a 6 viviendas por escalera, con volúmenes de baja altura y patios de servicio interiores), a la vez que sus calles se abren a la urbanidad. 
El resultado, introduce nuevas formas e ideas residenciales en el barrio histórico. A pesar de la polémica por la ejecución y acabado de la obra, el proyecto fue reconocido en la 40.ª edición de los Premios FAD de Arquitectura e Interiorismo (Barcelona) en junio de 1999, actualmente es un referente internacional .
- Datos: Q8242789